# Gustav Fink (SS-Mitglied)
Gustav Fink (* 24. September 1903 in Kollin, Kreis Pyritz; † 30. Juni 1934 in Berlin-Lichterfelde) war ein deutscher SS-Mann. Fink wurde vor allem als Opfer des sogenannten Röhm-Putsches bekannt.

## Leben und Wirken
In den 1920er und 30er Jahren verdiente Fink seinen Lebensunterhalt vor allem als Kraftfahrer und Chauffeur.
1933 trat Fink in die NSDAP (Mitgliedsnummer 1.689.528) und in die SA, später auch in die SS ein (SS-Nummer 95.488). Fink gehörte zur Wachmannschaft des KZ Bredow auf dem Abbruchgelände der ehemaligen Werft Vulkan in Stettin-Bredow (genannt „Vulkan-Folterhölle“), das am 20. Oktober 1933 eröffnet und am 11. März 1934 geschlossen wurde.
Aufgrund der Grausamkeit, die er bei der Folter und Misshandlung von Gefangenen an den Tag legte, galt Fink, Retzlaff-Kresse zufolge, in der deutschen Öffentlichkeit als ein „besonders berüchtigter SS-Mann“. Nach einem als besonders bestialisch bekanntgewordenen Fall von Gefangenenmisshandlung im KZ Bredow wurde Fink am 6. April 1934 von der Strafkammer des Landgerichtes Stettin zu einer mehrjährigen Haftstrafe verurteilt, zu deren Verbüßung er in die Strafanstalt Gollnow gebracht wurde. Dies ist einer der wenigen Fälle, in denen Angehörige des NS-Regimes von diesem selbst für Vergehen an KZ-Häftlingen zur Rechenschaft gezogen wurden.
Am 30. Juni 1934 wurde Fink, zusammen mit zwei weiteren SS-Männern, Joachim Hoffmann und Fritz Pleines, im Zuge der Röhm-Affäre auf dem Gelände der Kadettenanstalt Lichterfelde von Angehörigen der Leibstandarte SS Adolf Hitler erschossen. Als offizielle Begründung für die Erschießung Finks wurde im Nachhinein „Gefangenenmisshandlung“ angegeben.

## Archivalien
- Parteikorrespondenz zu Gustav Fink (Bundesarchiv: Bestand PK Film C 190, Bilder 2837–2844)